# Ata al-Ayyubi
Ata al-Ayyubi (àrab: عطا الأيوبي, ʿAṭā al-Ayyūbī) (Damasc, 25 de març de 1877–Damasc, 21 de desembre de 1951) va ser un funcionari otomà i polític sirià. Nascut en el si d'una destacada família de polítics a Damasc, Síria, va estudiar administració pública a Istanbul, i va començar la seva carrera professional en el servei civil otomà.

## Biografia
En 1908, va ser governador de Latakia, una ciutat a la costa siriana. Va prendre part en el conflicte àrab-otomà durant els anys 1916-1918, retornant a viure a Damasc quan l'Imperi Otomà va ser derrotat a l'octubre de 1918. En els quatre dies d'interludi entre la sortida dels turcs i de l'arribada de les forces àrabs va crear un avantprojecte de govern amb un grup de notables sirians de Damasc, encapçalats pel príncep Said al-Jazairi, un notable algerià que vivia a Damasc.
En juliol de 1920, el primer ministre Ala al-Din al-Durubi el va nomenar ministre de l'interior. Això va ser durant el mandat del rei Feisal I de Síria. Ayyubi ocupava aquest càrrec abans de l'ocupació francesa de Síria. Va establir enllaços amb els nacionalistes locals i va fercontraban d'armes i fons cap a Saleh al-Ali, líder de la revolta a la costa Siriana, i Ibrahim Hananu, líder de la revolta a Alep. A Latakia va fer els ulls grossos a les activitats d'Omar al-Bitar, negant-se, en la seva capacitat de Ministre de l'Interior, a detenir els rebels, i facilitant les seves emboscades a les guarnicions franceses. Encara era ministre durant la famosa batalla de Maysalun on l'exèrcit de Síria va ser derrotat per l'exèrcit francès del general Henri Gouraud. El col·lega d'al-Ayyubi, general Yusuf al-Azmah, ministre de la Guerra, va morir en combat.
L'agost de 1920, un grup d'homes armats van intentar matar a al-Ayyubi a la província de Hawran, al sud de Síria. Els atacants l'acusaven de traïció per acceptar un càrrec sota el "mandat francès". L'intent d'assassinat va fallar però el va convèncer de seguir el mateix camí ja iniciat i es va mantenir en el seu càrrec fins al 1922, després del qual va ser ministre de Justícia en el govern pro-francès del primer ministre Subhi Barakat, mantenint el seu càrrec fins a la revolta nacional que va tenir lloc contra els francesos del mandat el 1925 (que va durar fins 1927).
En 1928, al-Ayyubi es va aliar amb el "Bloc Nacional", el moviment anti-francès de Síria, però no se'n va convertir en membre oficial. El Bloc demanava l'alliberament de Síria a través de  mitjans diplomàtics més que per resistència armada. Mentrestant, al-Ayyubi va conservar cordials relacions amb les autoritats franceses. Durant la dècada de 1930, va servir com a intermediari entre les dues parts. El març de 1934, va ser Ministre de Justícia en el gabinet pro-francès gabinet del primer ministre Tadj al-Din al-Hasani.
Les relacions entre el Bloc i els francesos es van deteriorar notablement el 1935 i inicis del 1936 i els líders del Bloc van cridar la nació a la vaga. La vaga va paralitzar la vida comercial, mentre que centenars de Sirians van ser detinguts o maltractats per l'exèrcit francès. El calvari, que va durar seixanta dies, va avergonyir França davant de la comunitat internacional. Tement que el 60 dies de vaga es pogués estendre a les colònies franceses a l'Àfrica del Nord, el govern francès va prometre escoltar els greuges sirians, va reconèixer al Bloc com a representant dels sirians i va convidar a una delegació destacada del Bloc a converses a París, França.
Mentre que el Bloc discutia el futur de Síria, el pro-francès gabinet del Primer Ministre Tadj al-Din al-Hasani es va dissoldre, i l'Alt Comissionat francès, comte Henri de Martel, va demanar a al-Ayyubi de formar un govern independent de transició per supervisar els afers d'estat (22 de febrer). El nou primer ministre aconseguí formar una coalició de govern que incloïa elements del Bloc Nacional i el moviment pro-francès. Quan el Bloc va tornar de França el setembre de 1936, es van celebrar eleccions i es va obrir el nou Parlament el 21 de desembre de 1936, dia en el que al-Ayyubi va cessar en el seu càrrec, després d'haver servit per 10 mesos com a primer ministre. El mateix dia es va elegir president al cap del Bloc Hashim al-Atassi que l'endemà va signat el Tractat Franco-Sirià que establia la independència de Síria en 5 anys. Aquest acord va ser ratificat pel parlament sirià, però el 1938 fou evident que els francesos, que temia perdre una important colònia en el món Àrab si esclatava una guerra contra Alemanya, no el ratificarien.
El 1941, durant la II Guerra Mundial, el General francès Charles de Gaulle va dominar Síria i el Líban amb el suport de forces britàniques. El 10 de gener de 1943 al-Ulshi va tornar a ser designat primer ministre per un altre període de transició i també va exercir les carteres de Ministre d'Afers Exteriors, Defensa i de l'Interior. Va supervisar les eleccions presidencials i va deixar la presidència el 25 de març de 1943, abans de la pujada al poder del president Shukri al-Quwatli.
Sota aquest darrer, al-Ulshi va renunciar a la vida política, però va ser homenatjat pel Bloc Nacional quan la independència es va fer efectiva l'abril de 1946. Va ser considerat com a nacionalista moderat.
És molt recordat a Damasc avui dia a causa del seu gran palau al barri Afif i té un carrer anomenat en el seu honor.